# 北広島市立北の台小学校
北広島市立北の台小学校（きたひろしましりつ きたのだいしょうがっこう）は、北海道北広島市共栄町4丁目に所在する公立小学校。

## 概要
校舎は鉄筋コンクリートの3階建である。
文部省「国語科教科書研究」指定校。

## 沿革
東部地区の児童増加により、1990年に北の台小学校が開校した。2010年から2012年にかけても学級数増加により、三度も校舎改装を行っている。

### 年表
- 1990年 - 北広島市立北の台小学校が開校。校歌、校章制定。
- 1992年 - 文部省「国語科教科書研究校」指定。
- 2010年 - 校舎改築、移設工事が完了。
- 2011年 - 校舎改築、移設工事が完了。
- 2012年 - 校舎改築、移設工事が完了。

## 教育目標
- やる気いっぱい やさしさいっぱい ともにかがやく 北の台っ子

## 通学区域
- Fビレッジ
- 共栄
- 北の里
- 共栄町
- 東共栄
- 美咲き野

## 進学先中学校
- 北広島市立東部中学校